# 朱朝墠
義陽王朱朝墠（？—1658年8月6日（永曆十二年七月甲辰）），明朝宗室、南明軍事人物。

## 生平
朱朝墠是朱元璋的八世孫、義陽王朱勤𪒯的兒子，襲封義陽王的日期不詳。弘光帝即位，將他安置在太倉州，到南京失陷，田仰、黃蜚、荊本澈、胡來貢、顧容奉他在崇明縣駐紮和列陣戰船，前往揚舍、狼山，號稱兵力二十萬。沈猶龍亦奉他在松江府起兵；兵敗後朱朝墠依附鄭成功的中左所。永曆十二年（1658年）七月，他跟隨鄭成功北伐，在羊山因為颱風令船翻沉而死，他的王妃杜氏、宮娥張氏在舟山失陷後陪同魯王陳貞妃投井身亡。

## 引用
1. 1 2  錢海岳《南明史·卷四·本紀第四》：（永曆十二年七月）甲辰，延平王鄭成功次羊山，颱風作，義陽王朝墠薨，左衝鎮林燦等死之，遂旋師舟山。
2. 1 2  錢海岳《南明史·卷二十七·列傳第三》：義陽王朝墠，義陽王勤𪒯子，太祖八世孫，不知何年襲。安宗立，命居太倉。南京陷，田仰、黃蜚、荊本澈、胡來貢、顧容奉駐崇明，陳舟師崇明，以至揚舍、狼山，號稱二十萬。
3. ↑  錢海岳《南明史·卷二十七·列傳第三》：沈猶龍亦奉起兵嵩江。兵敗，依成功中左所。永曆十二年七月，與成功北伐，次羊山，舟覆，薨。妃杜、宮娥張，於舟山陷，從魯王陳貞妃投井。